# Indomito (cacciatorpediniere 1913)
L’Indomito è stato un cacciatorpediniere della Regia Marina. 

## Storia
All'entrata dell'Italia nella prima guerra mondiale l’Indomito faceva parte, con i gemelli Impavido, Intrepido, Impetuoso, Irrequieto ed Insidioso, della II Squadriglia Cacciatorpediniere, di base a Taranto (sebbene l’Indomito si trovasse al momento a La Spezia). Comandante della nave era il capitano di corvetta Lodolo.
Il 9 giugno 1915 l'unità scortò, insieme ai cacciatorpediniere Intrepido, Impetuoso, Irrequieto, Insidioso, Animoso, Ardito, Ardente, Audace ed all'esploratore Quarto, gli incrociatori corazzati Giuseppe Garibaldi e Vettor Pisani, partecipando al bombardamento dei fari di Capo Rodoni e San Giovanni di Medua.
Il 22 novembre dello stesso anno effettuò, con altre unità della stessa squadriglia, il trasporto di una commissione di commissariato britannica; durante la navigazione i cacciatorpediniere italiani si posero all'inseguimento di alcune unità austroungariche che avevano affondato il motoveliero Gallinara ed il piroscafo Palatino, ma non riuscirono a raggiungerle.
Il 3 dicembre la nave salpò da Brindisi per scortare, insieme ad Intrepido, Impetuoso, Irrequieto ed Insidioso, uno dei primi convogli di rifornimenti per le truppe italiane dislocate in Albania, composto dai trasporti truppe Re Umberto e Valparaiso (che trasportavano in tutto 1800 uomini e 150 quadrupedi). Giunto ormai il convoglio all'altezza di San Giovanni di Medua, il Re Umberto, con 765 uomini a bordo, urtò una mina (posata dal sommergibile austro-tedesco UC 14) ed affondò spezzato in due, in un quarto d'ora; i pronti soccorsi permisero tuttavia di salvare 712 uomini.
Il 9 dicembre scortò da Taranto a Valona, insieme al cacciatorpediniere Euro, la nave ausiliaria Sterope.
Il 23 febbraio 1916 l’Indomito, i gemelli Ardito ed Impetuoso, l'esploratore Libia ed il vecchio ariete torpediniere Puglia si disposero nella rada di Durazzo a protezione dello sgombero della Brigata «Savona».
L'11 dicembre 1916, alle nove di sera, il cacciatorpediniere, insieme al gemello Ardente, lasciò Valona per scortare in Italia la corazzata Regina Margherita, ma poco dopo la partenza la grande nave da battaglia urtò due mine ed affondò capovolgendosi in soli sette minuti, a meno di due miglia dal porto albanese. Dell'equipaggio della corazzata poterono essere salvati solo 275 uomini, mentre ne scomparvero in mare 674.
Più avanti nel mese di dicembre l'Indomito fu sottoposto a lavori nell'Arsenale di Venezia.
Nella notte tra il 14 ed il 15 maggio 1917 il Canale d'Otranto fu oggetto di un duplice attacco austroungarico volto sia a distruggere i drifters, pescherecci armati che pattugliavano lo sbarramento antisommergibile del Canale d'Otranto, sia, come azione diversiva, a distruggere un convoglio italiano diretto in Albania; alle 4.10 del 15 maggio, in seguito a notizie di tali attacchi, l’Indomito fu fatto approntare insieme ai gemelli Impavido ed Insidioso, agli esploratori Racchia, Aquila e Marsala ed all'incrociatore leggero inglese Liverpool. Alle 5.30 la formazione lasciò Brindisi insieme all'incrociatore leggero Dartmouth e ad altri due cacciatorpediniere; alle 7.45 furono avvistati i cacciatorpediniere austroungarici Csepel e Balaton. Alle 8.10, i cacciatorpediniere e l’Aquila diressero per attaccare le due navi avversarie, e cinque minuti più tardi fu aperto il fuoco: il Balaton fu danneggiato e subito dopo l’Aquila fu a sua volta colpito ed immobilizzato; i due cacciatorpediniere austriaci si portarono al riparo delle batterie costiere, obbligando le navi italiane a desistere dall'inseguimento. In seguito ad uno scontro cui parteciparono anche altre unità italiane ed austroungariche la battaglia si concluse con alcune unità danneggiate da entrambe le parti, ma nessun affondamento.
Il 9 giugno dello stesso anno l’Indomito (comandante Da Sacco) scortò un convoglio di mercantili diretti a Plataria, Parga, Murzo e Gomenizza con un carico di 1.700 uomini, 200 quadrupedi e 300 tonnellate di rifornimenti.
Il 16 luglio fornì appoggio a distanza, insieme ai gemelli Insidioso ed Impavido ed agli esploratori Racchia e Riboty, ad un attacco aereo contro Durazzo portato da 18 velivoli partiti da Brindisi e Valona e supportati dalle torpediniere Ardea e Pegaso.
Il 19 ottobre 1917 lasciò Brindisi insieme agli esploratori Aquila e Sparviero, agli incrociatori britannici Gloucester e Newcastle ed ai cacciatorpediniere Commandant Riviére, Bisson, Bory (francesi), Missori e Mosto (italiani) per unirsi ad altre unità italiane poste all'inseguimento di un gruppo di navi austroungariche (esploratore Helgoland, cacciatorpediniere Lika, Triglav, Tátra, Csepel, Orjen e Balaton) che erano uscite da Cattaro per attaccare convogli italiani. Helgoland e Lika, non essendo stati trovati convogli, si portarono in vista di Brindisi per farsi inseguire dalle navi italiane ed attirarle nella zona d'agguato dei sommergibili U 32 ed U 40, ma dopo un lungo inseguimento che vide anche alcuni attacchi aerei alle unità nemiche, tutte le navi italiane tornarono in porto senza danni.
Tra il 10 e l'11 febbraio 1918 fu designato, insieme al cacciatorpediniere Nievo ed agli esploratori Pepe e Rossarol, a supportare un'incursione che avrebbe dovuto essere compiuta dai MAS 9 e 20, rimorchiati dalle torpediniere 37 PN e 38 PN, contro Durazzo. Causa il maltempo la missione non ebbe luogo.
Nel dopoguerra l’Indomito fu sottoposto a lavori di modifica al termine dei quali l'armamento risultò composto da 5 cannoni da 102 mm, uno da 40 mm e 4 tubi lanciasiluri da 450 mm.
Nel 1929 la nave fu declassata a torpediniera.
Radiata nel 1937, fu avviata alla demolizione.